# Bognor Regis Town FC
Bognor Regis Town FC (celým názvem: Bognor Regis Town Football Club) je anglický fotbalový klub, který sídlí ve městě Bognor Regis v nemetropolitním hrabství West Sussex. Založen byl v roce 1883 pod názvem Bognor FC. Od sezóny 2018/19 hraje v Isthmian League Premier Division (7. nejvyšší soutěž). Klubové barvy jsou zelená a bílá.
Své domácí zápasy odehrává na stadionu Nyewood Lane s kapacitou 4 500 diváků.

## Historické názvy
Zdroj: 
- 1883 – Bognor FC (Bognor Football Club)
- 1929 – Bognor Regis FC (Bognor Regis Football Club)
- 1949 – Bognor Regis Town FC (Bognor Regis Town Football Club)

## Získané trofeje
- Sussex Senior Cup ( 8× )
  - 1954/55, 1955/56, 1979/80, 1980/81, 1981/82, 1982/83, 1983/84, 1986/87

## Úspěchy v domácích pohárech
Zdroj: 
- FA Cup
  - 2. kolo: 1984/85, 1985/86, 1988/89, 1995/96
- FA Trophy
  - Semifinále: 2015/16

## Umístění v jednotlivých sezonách
Stručný přehled
Zdroj: 
- 1927–1939: Sussex County League
- 1945–1946: Sussex County League (Western Section)
- 1946–1952: Sussex County League
- 1952–1970: Sussex County League (Division One)
- 1970–1971: Sussex County League (Division Two)
- 1971–1972: Sussex County League (Division One)
- 1972–1979: Southern Football League (Division One South)
- 1979–1981: Southern Football League (Southern Section)
- 1981–1982: Isthmian League (First Division)
- 1982–1993: Isthmian League (Premier Division)
- 1993–2002: Isthmian League (First Division)
- 2002–2003: Isthmian League (Division One South)
- 2003–2004: Isthmian League (Premier Division)
- 2004–2009: Conference South
- 2009–2010: Isthmian League (Premier Division)
- 2010–2012: Isthmian League (Division One South)
- 2012–2017: Isthmian League (Premier Division)
- 2017–2018: National League South
- 2018– : Isthmian League (Premier Division)

Jednotlivé ročníky
Zdroj: 
Legenda: Z - zápasy, V - výhry, R - remízy, P - porážky, VG - vstřelené góly, OG - obdržené góly, +/- - rozdíl skóre, B - body, červené podbarvení - sestup, zelené podbarvení - postup, fialové podbarvení - reorganizace, změna skupiny či soutěže
| Sezóny  | Liga                                 | Úroveň | Z  | V  | R  | P  | VG  | OG | +/- | B  | Pozice |
| ------- | ------------------------------------ | ------ | -- | -- | -- | -- | --- | -- | --- | -- | ------ |
| 2009/10 | Isthmian League (Premier Division)   | 7      | 42 | 9  | 14 | 19 | 45  | 65 | -20 | 41 | 22.    |
| 2010/11 | Isthmian League (Division One South) | 8      | 42 | 29 | 9  | 4  | 103 | 43 | +60 | 96 | 2.     |
| 2011/12 | Isthmian League (Division One South) | 8      | 40 | 26 | 10 | 4  | 105 | 38 | +67 | 88 | 2.     |
| 2012/13 | Isthmian League (Premier Division)   | 7      | 42 | 15 | 8  | 19 | 48  | 58 | -10 | 53 | 14.    |
| 2013/14 | Isthmian League (Premier Division)   | 7      | 46 | 26 | 7  | 13 | 95  | 65 | +30 | 85 | 3.     |
| 2014/15 | Isthmian League (Premier Division)   | 7      | 46 | 17 | 12 | 17 | 71  | 64 | +7  | 63 | 14.    |
| 2015/16 | Isthmian League (Premier Division)   | 7      | 46 | 29 | 7  | 10 | 95  | 42 | +53 | 94 | 2.     |
| 2016/17 | Isthmian League (Premier Division)   | 7      | 46 | 27 | 11 | 8  | 87  | 41 | +46 | 92 | 2.     |
| 2017/18 | National League South                | 6      | 42 | 5  | 12 | 25 | 41  | 78 | -37 | 27 | 22.    |
| 2018/19 | Isthmian League (Premier Division)   | 7      | 42 | 14 | 15 | 13 | 71  | 62 | +9  | 57 | 14.    |
| 2019/20 | Isthmian League (Premier Division)   | 7      | 32 | 16 | 5  | 11 | 58  | 46 | +12 | 53 | 8.     |
| 2020/21 | Isthmian League (Premier Division)   | 7      | 7  | 4  | 1  | 2  | 12  | 6  | +6  | 10 | 14.    |
| 2021/22 | Isthmian League (Premier Division)   | 7      | 42 | 15 | 14 | 13 | 62  | 28 | +4  | 59 | 9.     |
| 2022/23 | Isthmian League (Premier Division)   | 7      | 42 | 15 | 7  | 20 | 70  | 72 | -2  | 52 | 14.    |
| 2023/24 | Isthmian League (Premier Division)   | 7      | 42 | 16 | 14 | 12 | 78  | 63 | +15 | 62 | 10.    |